# 福岡市立舞松原小学校
福岡市立舞松原小学校（ふくおかしりつ まいまつばらしょうがっこう）は、福岡県福岡市東区舞松原五丁目にある公立小学校。

## 沿革
- 1977年（昭和52年） - 福岡市立若宮小学校、福岡市立八田小学校から分離し、開校。

## 歴代校長
- 昭和52年　武内校長
- 昭和55年　寺嶋校長
- 昭和56年　青柳校長
- 昭和58年　来山校長
- 平成元年　入江校長
- 平成4年　宮本校長
- 平成6年　岸原校長
- 平成8年　小川校長
- 平成10年　遠藤校長
- 平成13年　梅井校長
- 平成16年　徳野校長
- 平成19年　久保校長
- 平成21年　北原校長
- 平成23年　加藤校長
- 平成25年　松原校長

## 委員会
- 計画委員会
- 放送委員会
- 給食委員会
- 図書委員会
- 飼育委員会
- 栽培委員会
- 音楽委員会
- 体育委員会
- 美化委員会
- 保健委員会

環境委員会だったのが、平成22年度から美化委員会、リサイクル委員会の2つに分かれた。

## クラブ活動
文化系
- 図工クラブ
- 将棋・ゲームクラブ
- 家庭科クラブ
- イラストクラブ
- 科学クラブ
- オリエンテーリングクラブ

運動系
- 卓球クラブ
- バドミントンクラブ
- サッカークラブ
- バスケットボールクラブ
- ダンスクラブ

2024からクラブの編成が大きく変わった

## 学校周辺
- 福岡市北東部の小高い丘の中腹に位置し、近隣には三日月山･香椎宮などがある。
- 天神から北東に約10km･香椎から南東に約2Km。
- 周囲には舞松原団地･松崎団地･警察アパート･松崎教職員住宅･九州大学職員宿舎･九州産業大学教員官舎など公団住宅や公営住宅･企業社宅を擁する閑静な住宅街。
- 最寄り駅はJR香椎線舞松原駅･香椎神宮駅。